# NGC 3936
NGC 3936 је спирална галаксија у сазвежђу Хидра која се налази на NGC листи објеката дубоког неба.
Деклинација објекта је - 26° 54' 21" а ректасцензија 11h 52m 20,4s. Привидна величина (магнитуда) објекта NGC 3936 износи 11,9 а фотографска магнитуда 12,7. Налази се на удаљености од 23,486 милиона парсека од Сунца. NGC 3936 је још познат и под ознакама ESO 504-20, MCG -4-28-4, UGCA 248, IRAS 11497-2637, PGC 37178.